# Emirates Stadium
Ashburton Grove, ze sponzorských důvodů známý jako Emirates Stadium, nebo jednoduše Emirates, je fotbalový stadion nacházející se ve čtvrti Islington, na severu Londýna. Je domácím stadionem Arsenalu. Se svou kapacitou 60 704 diváků je Emirates čtvrtý největší fotbalový stadion v Anglii, hned po Wembley, Old Trafford a Tottenham Hotspur Stadium. Je také čtvrtým největším fotbalovým stadionem ve Spojeném království.
V roce 1997 začal Arsenal zjišťovat možnosti na přesun do nového stadionu. Nicméně rozšíření stávajícího Highbury nebylo z důvodů zamítnutí stavebního povolení radou městské části Islington možné. Po zvážení několika dalších variant se klub rozhodl koupit pozemek, na kterém dříve sídlila firma na likvidace odpadu, v Ashburton Grove. V roce 2000 byl tento plán předložen veřejnosti. Navzdory odporu místních obyvatel a klubových akcionářů proti přesunu, se Arsenalu podařilo získat souhlas městské rady na výstavbu nového stadionu. Arsène Wenger to později popsal jako: „největší rozhodnutí v historii Arsenalu od doby, kdy se vedení rozhodlo v roce 1925 přivést na lavičku Herberta Chapmana“. Demoliční práce na novém pozemku začaly v srpnu 2002. Výstavba stadionu potom o čtyři měsíce později. Financování stadionu se ukázalo býti složité. Kvůli tomu klub pozdržel práce na stavbě až do února 2004. V říjnu 2004 byla jako hlavní sponzor oznámena společnost Emirates. Stavební práce na stadionu byly ukončeny v červenci 2006. Cena se vyšplhala na 390 milionů £. Pro účely zápasů mimo anglickou ligu a poháry je za název používán termín „Arsenal Stadium“ z toho důvodu, že společnost Fly Emirates nemá podepsanou reklamní smlouvu s Evropskou fotbalovou asociací (UEFA).
Emirates Stadium nahradil starší Highbury o kapacitě 38 419 diváků a může se pyšnit jedním z nejlepších trávníků na stadionech po celém světě.
Počátkem srpna roku 2009 prošel stadion tzv. „Arsenalizací“. Cílem bylo obnovit historii a dědictví klubu. Stadion často hostil hudební koncerty a mezinárodní fotbalové zápasy, kde se představila Brazilská fotbalová reprezentace.

## Historie

### Původ

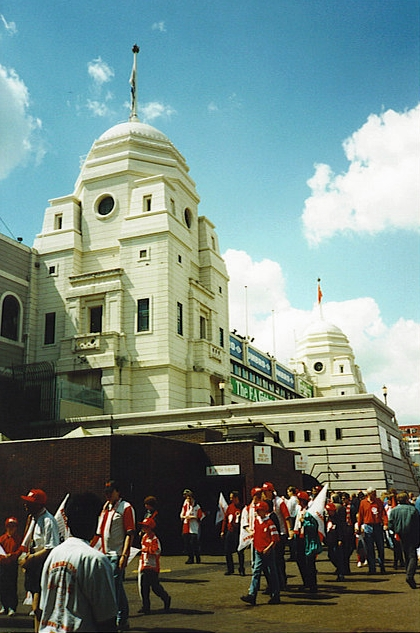
Wembley Stadium bylo jedno z míst, kam se měl Arsenal přestěhovat

V reakci na tragédii v Hillsborough v dubnu 1989 bylo spuštěno Lordem Taylorem z Gosforthu vyšetřování na téma bezpečnosti davů na sportovištích. V lednu roku 1990 byla vydána závěrečná zpráva, která doporučovala snížení kapacity stadionů o 15 % a výstavbu sedadel na dřívějších místech pro stání. Mnoho fotbalových klubů se tehdy potýkalo s požadavkem, aby měly od začátku sezóny 1994/95 na stadionech pouze místa k sezení. Snažily se nalézt způsob, jak zvýšit příjmy za přechod od míst ke stání k místům k sezení. Místopředseda představenstva Arsenalu, David Dein, zavedl na konci sezóny 1990/91 systém dluhopisů. Tím získali fanoušci právo na zakoupení celoroční vstupenky (permanentky) na nově přestavěnou tribunu North Bank na Highbury. Dluhopisy na 150 let s cenami mezi £ 1000–1500 se staly terčem kritiky z řady vlastních fanoušků. Těm se nelíbila vysoká prodejní cena těchto vstupenek, které si mohly dovolit pouze bohatí fanoušci, a cítili, že nebudou moci podporovat dále svůj klub. Odvetná kampaň režírovaná zástupci asociace nezávislých fanoušků Arsenalu přinesla relativní úspěch. Byla prodána pouze třetina těchto permanentek.
Tribuna North Bank Stand, poslední část Highbury, která byla modernizována, byla otevřena v srpnu 1993. Náklady na modernizaci dosáhly hodnoty 20 milionů £. Nicméně kapacita stadionu byla výrazně snížena. Na počátku desetiletí měl kapacitu 57 000, po modernizaci necelých 40 000. S vysokými cenami vstupenek, stávajícími dluhy a nízkými návštěvami, se Arsenal začal porozhlížet po možnosti vybudování většího stadionu, jenž by přilákal stále se zvětšující základnu fanoušků a finančně by konkuroval největším klubům v Anglii. Například Manchester United získal v roce 1994 za vstupné 43,9 milionů £. V roce 1997 už částka činila 87,9 milionů £. K tomu dopomohlo rozšíření Old Traffordu.
Původní plán Arsenalu měl rozšířit Highbury na 48 000 míst prostřednictvím přestavby dvou tribun – West Stand a Clock End. Nápad se setkal s nesouhlasem místních obyvatel. Podle záznamu z července 1997 měla tribuna East Stand stupeň II. Po mnoha diskuzích klub nakonec od tohoto plánu upustil a rozhodl, že kapacita by stejně nebyla dostatečně velká. Začal tedy hledat vhodné místo pro výstavbu nového stadionu. V lednu 1998 Arsenal zkoumal možnost přestěhovat se na místo starého Wembley. Oficiální nabídku podal o dva měsíce později. Na konci sezóny 1997/98 byla nabídka ze strany Arsenalu stažena a Wembley bylo zakoupeno v červenci 1998 anglickou fotbalovou asociací. Během sezón 1998/99 a 1999/2000 však stadion hostil všechny domácí utkání Arsenalu v Lize mistrů UEFA. I když klubu se v soutěži nedařilo. Dvakrát po sobě byl vyřazen hned ve skupinové fázi. V listopadu 1998 v zápase proti RC Lens byla na stadionu nejvyšší návštěva na zápas Arsenalu. Zápas tehdy navštívilo 73 707 diváků a klub na vstupném získal 1 milion £, což mu ukázalo potenciál kapacitně větších stadionů.

### Výběr místa a konflikt

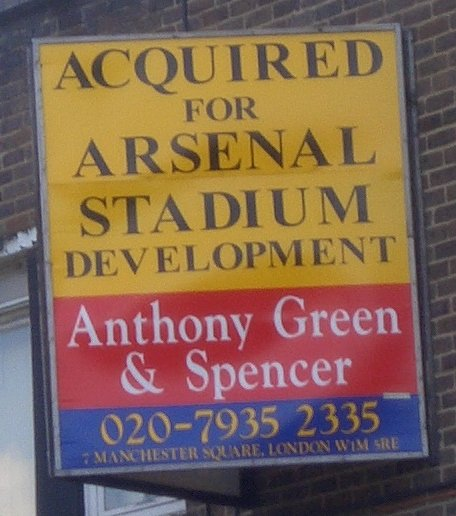
Cedule zobrazující koupi Ashburton Grove pro výstavbu nového stadionu

V listopadu 1999 Arsenal zkoumal prostřednictvím realitního makléře a klubového poradce v oblasti majetku, Anthony Spencera, proveditelnost stavby nového stadionu v Ashburton Grove. Pozemek, který se nacházel 460 m od Highbury, zahrnoval podnik, jenž zpracovával odpadky, a další průmyslové nemovitosti. Osmdesát procent bylo ve vlastnictví rady čtvrti Islington a společností Railtrack a Sainsbury's. Tento krok proto závisel na odkupu majetku od místních obyvatel a následné náklady spojené s hrazením jejich přestěhování. Po prvním významnějším úspěchu u městské rady Arsenal předložil v listopadu 2000 návrh na vybudování nového 60 000 stadionu. To zahrnovalo přestavbu projektu v Drayton Parku, přeměnu stávajícího Highbury na byty a novou budovu na práci s odpadem na Lough Road. Plán se rovněž podílel na vytvoření 1800 nových pracovních míst a 2300 nových domovů. Dále byla přislíbena modernizace tří vlakových stanic – Holloway Road, Drayton Park a Finsbury Park z důvodu vypořádání se s davy v den zápasu.
Přechod na Ashburton Grove se nejprve setkal s odporem ze strany asociace nezávislých fanoušků Arsenalu, již byli znepokojeni otázkami týkajících se životního prostředí. V lednu 2000 byla zřízena aliance (The Islington Stadium Communities Alliance) 16 skupin zastupujících místní obyvatele a podnikatele. Účelem bylo zvýšil povědomí o asanaci. Alison Carmichaelová, mluvčí skupiny se k přesunu vyjádřila: „Na první pohled se může zdát, že Arsenal dělá pro tuto oblast velkou věc, ale v samotném detailu je plán příšerný. Z tohoto viníme radu, nikoli klub. Ten se pouze snaží dále rozvíjet za účelem vyššího zisku.“ O sedm měsíců později, v červnu 2001, byla podána žádost o potvrzení stavebního plánu. Průzkum ukázal, že 75 % respondentů bylo proti návrhu. (2 133 proti a 712 pro) V říjnu 2001 vydal klub prohlášení, ve kterém oznamoval, že při průzkumu mezi obyvateli Islingtonu je 70 % z nich pro přijetí plánu.
Ke zvýšení podpory místních obyvatel nechal Arsenal vyrobit slogany kolem Highbury s textem „Nechte Arsenal podpořit Islington“. Slogany byly poté použity v zápasech proti Aston Ville a Juventusu v prosinci 2001 a jako pozadí při tiskových konferencích Arsèna Wengera až do Vánoc. Dne 10. prosince 2001 schválila rada Islingtonu plán Arsenalu. Ve prospěch rozvoje Ashburton Grove hlasovalo 34 radních, sedm radních bylo proti a jeden se zdržel hlasování. 31 lidí hlasovalo pro přemístění recyklační továrny na Lough Road, 8 hlasovalo proti. Závěrečné hlasování bylo ratifikováno starostou Londýna, Kenem Livingstonem, a ministrem dopravy, Stephenem Byersem. V červenci 2002 dostal Arsenal „zelenou“ a mohlo se začít s výstavbou, když poslední stížnost místních obyvatel a uskupení ISCA zamítl soudce u vrchního soudu. V lednu 2005 klub uspěl proti dalšímu pokusu o zastavení výstavby ze strany malých firem. Vrchní soud potvrdil rozhodnutí vicepremiéra, Johna Prescotta, o podpoře programu.
V místních volbách v roce 2006 se stal stadion hlavním problémem. Londýnská městská policie požadovala, aby autobusy s fanoušky parkovaly v nedalekém sportovním centru Sobel a ne v podzemním parkovišti. Taktéž by byl v den zápasu omezen provoz ve 14 ulicích. Pokud by stadion nesplňoval tyto podmínky, nebyl by klubu vydán certifikát o bezpečnosti a ochraně zdraví na pracovišti. Tím pádem by stadion nemohl být otevřen. Uzavírky ulic byly předány na zasedání rady. Nicméně i tak zůstaly předmětem zkoumání.

### Financování a název
Financování projektu se ukázalo jako obtížné. Arsenal totiž od vlády neobdržel žádnou veřejnou dotaci. Klub proto začal vyhledávat jiné zdroje příjmů. Konkrétně nákupem nových hráčů za nízkou přestupní částku, prodejem vlastních hráčů za vysoké ceny a podpisy sponzorských smluv. Arsenalu se z přestupů Nicolase Anelky a Marca Overmarse podařilo získat více než 50 milionů £. Anelka přestoupil do Realu Madrid a Overmars se připojil k Barceloně, kde se setkal s bývalým spoluhráčem, Emmanuelem Petitem. Přestup Anelky pomohl při výstavbě nového tréninkového centra, jež bylo otevřeno v říjnu 1999 v londýnském Colney.
V září 2000 koupila Granada Media Group 5 % akcií Arsenalu za 47 milionů £. V rámci akvizice se Granada stala hlavním mediálním zástupcem klubu, starala se o reklamu, sponzoring, propagaci a licenční smlouvy. Společnost dále do klubu investovala 20 milionů £. Díky tomu vznikla AFC Broadband, jež se zabývala návštěvností obsahu týkajícího se Arsenalu. Předseda Arsenalu, Peter Hill-Wood, se k této smlouvě vyjádřil: „Toto partnerství nám pomůže při plnění dvou strategických plánů Arsenalu. Za prvé, vybudování nového prvotřídního stadionu s vyšší kapacitou, aby více našich fanoušků mohlo sledovat zápasy svého oblíbeného týmu. Za druhé, rozvíjet značku Arsenalu po celém světě na základě rozšíření naší domácí základny.“ Výkonný ředitel, Keith Edelman, ještě dodal, že tato investice by se měla použít přímo na financování nového stadionu. V dubnu 2002 nastal kolaps ITV Digital, jejž z části vlastnila Granada. Kvůli tomu musela Granada zaplatit 30 milionů £ hned potom, co byly dokončeny opatření pro nový stadion.

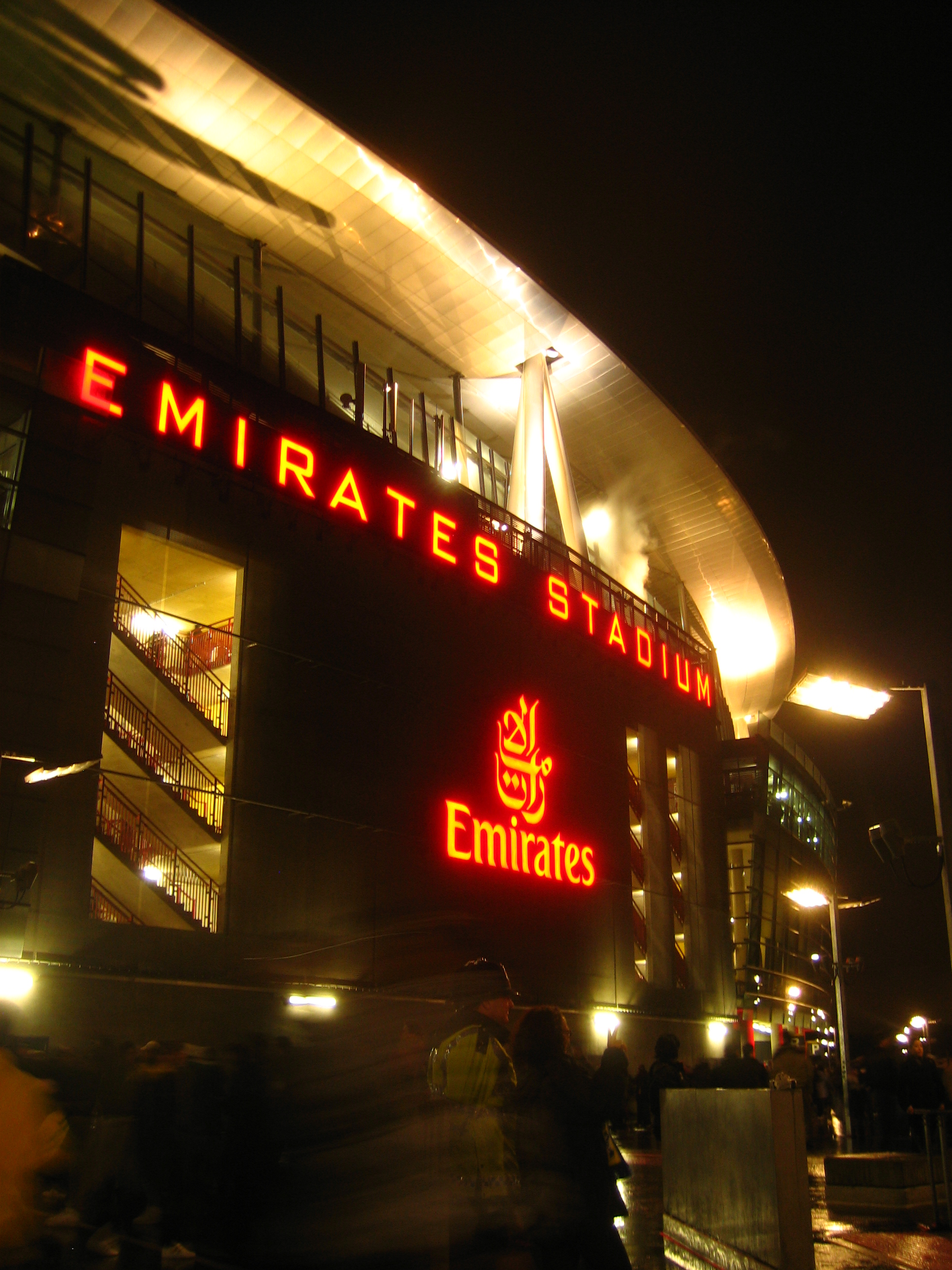
Osvětlený nápis Emirates Stadium

Poté, co byla za rozpočtový rok 2001/02 ohlášena ztráta 22,3 milionů £ před zdaněním, klub představil plán na snížení mzdových nákladů s cílem dále pokračovat s prací na stadionu. Na konci března 2003 byla oslovena investiční banka NM Rothschild and Sons, aby analyzovala finanční situaci v klubu a poradila, zda je pro Arsenal proveditelné pokračovat s výstavbou stadionu. I přesto si Arsenal zajistil půjčku ve výši 260 milionů £ od skupiny bank v čele s Royal Bank of Scotland. V dubnu 2003 byly práce v Ashburton Grove pozastaveny. Klub vydal prohlášení: „V posledních měsících jsme zažili v celé řadě otázek několik zdržení v přípravách na výstavbu nového stadionu. Vlivem těchto zdržení nebudeme schopni stadion otevřít na začátku sezóny 2005/06.“ Během tohoto období se náklady na výstavbu zvýšily o 100 milionů £. Do té doby se počítalo s náklady kolem 400 milionů £. Při snaze bojovat proti finančním potížím dal po celé léto 2003 Arsenal fanouškům k dispozici skrze své internetové stránky možnost zakoupil klubové dluhopisy. Klub plánoval vydat 3000 dluhopisů v cenovém rozpětí od 3500 až 5000 £ k celoročním permanentkám na Highbury a později na Ashburton Grove. Příznivci Arsenalu na znovuzavedení dluhopisů reagovali s překvapením. Předseda AISA, Steven Powell, dodal: „Jsme zklamaní skutečností, že klub nejdříve toto rozhodnutí neprojednal se zástupci fanoušků“. Ačkoliv nebylo nikdy uvedeno množství prodaných dluhopisů, i tak Arsenal vydělal několik milionů liber.
Poskytovatel sportovního oblečení, Nike, podepsal s Arsenalem v srpnu 2003 prodloužení smlouvy. Tím zůstal hlavním klubovým dodavatelem sportovního úboru. To bylo představeno jako nové řešení financování stadionu. Kromě zaplacení 55 milionů liber v následujících sedmi letech Nike ještě platil klubu minimálně 1 milion liber v závislosti na prodeji oblečení. Arsenal Holding (mateřská společnost klubu) 23. února 2004 oznámil, že byly zajištěny finanční prostředky potřebné k výstavbě stadionu a stavební práce budou moci pokračovat. Wenger se k tomu později vyjádřil: „Podílet se na rozvoji klubu a přesunu na nový stadion bylo nutností a mým velkým cíl, neboť nám to umožní stát se jedním z největších klubů na světě.“ Úroky na dluh 260 milionů liber byly stanoveny pevnou úrokovou sazbou na období 14 let. K refinancování nákladů klub plánoval přenést peníze do 30letého dluhopisu, jenž by byl financován bankami. Dne 13. července 2006 byly navrženy emise dluhopisů. Arsenal vydal dluhopisy v hodnotě 210 milionů liber na období 13,5 let, které navýšily svou hodnotu o 52 bazických bodů vůči státním dluhopisů a dluhopisy v hodnotě 50 milionů liber na období 7,1 roků, jež navýšily svou hodnotu o 22 bazických bodů vůči LIBORu. Jednalo se o první veřejně prodejné zálohované aktivum emise dluhopisů vydané evropským fotbalovým klubem. Efektivní úroková míra těchto dluhopisů je 5,14 %, respektive 5,97 %. Splaceny mají být v období 25 let. Přesun k dluhopisům snížil roční dluh klubu na přibližnou sumu 20 milionů £ ročně. V září 2010 Arsenal oznámil, že projekt Highbury square, jeden z hlavních zdrojů příjmů ke snížení dluhu za stadion, generuje výnos a je bez dluhů.
Dne 5. října 2004 podepsala společnost Emirates s Arsenalem 15letý kontrakt o celkové odhadované výši 100 milionů £. Součástí smlouvy bylo i to, že Emirates bude vlastnit práva na pojmenování stadionu a jejich logo bude zobrazeno na klubových dresech. Do této doby měl Arsenal na dresech logo O2, s nimiž měl platný kontrakt do sezóny 2005/06. Název stadionu je často zkracován z „Emirates stadium“ na „Emirates“, i když někteří fanoušci používají název „Ashburton Grove“, nebo dokonce „Grove“. To používají zejména odpůrci názvu podle obchodního sponzoringu. Vzhledem k předpisům UEFA vztahujícím se k názvu stadionu podle sponzora, nesmí stadion nést během zápasů v Lize mistrů název Emirates stadium, protože Emirates není oficiálním sponzorem Ligy mistrů. Toto opatření se netýká například Allianz Areny v Mnichově, která se tomuto pravidlu již dříve vyhnula. UEFA nazývá stadion Arsenal stadium, což byl oficiální název bývalého stadionu v Highbury.
Dne 23. listopadu 2012 Arsenal společně s Emirates oznámili, že na stadionu byla podepsána nová sponzorská smlouva ve výši 150 milionů £. Toto partnerství udrží logo Emirates, jako sponzora klubu, na dresech a na tréninkovém oblečení dalších 5 let. Smlouva rovněž poskytuje Emirates práva na pojmenování stadionu do roku 2028. Platební podmínky byly předloženy pro možnou brzkou investici, nicméně celkový rozsah smlouvy nebyl odhalen.

### Výstavba a otevření

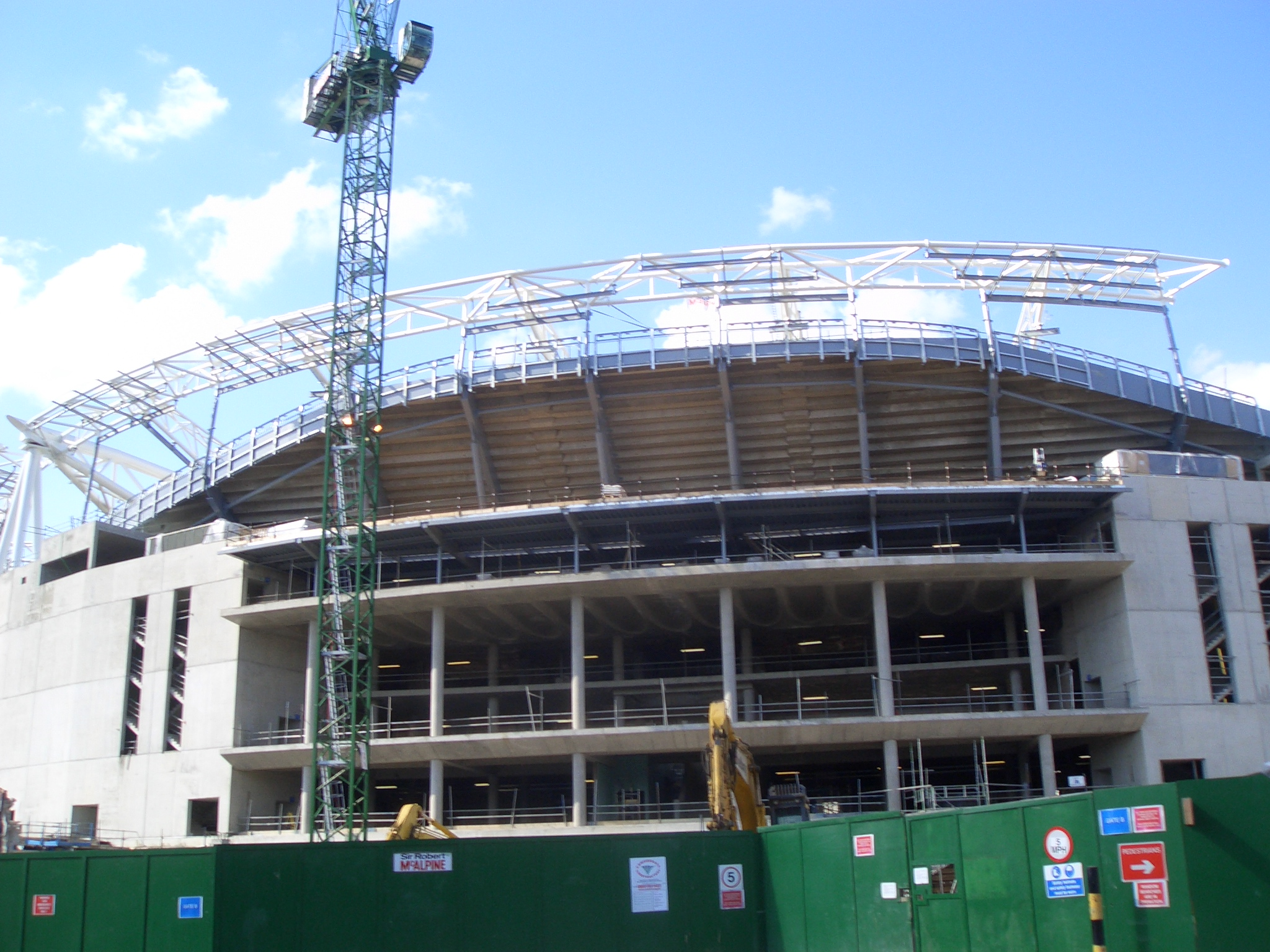
Emirates Stadium ve výstavbě v květnu 2005

V únoru 2004 byla započata skutečná výstavba stadionu. V lednu 2002 Arsenal najal firmu Sir Robert McAlpine, aby provedla stavební práce na stadionu. Stadion byl navržen společností Populous. Ta se proslavila především návrhem stadionu Australia a přestavbou ascotské závodní dráhy. V tomto procesu se rovněž angažovali konstrukční poradci z firmy Arcadis a ze společnosti Buro Happold.
První fází byla demolice, jež byla dokončena v březnu 2004. O dva měsíce později už stály první sloupy západní, východní a severní tribuny (West, East a North stand). V srpnu 2004 byly dokončeny dva mosty přes železniční trať Northern City. Tím došlo ke spojení stadionu s Drayton Parkem. V srpnu 2005 dosáhla výstavba stadionu svého vrcholu. V prosinci 2005 již bylo hotové venkovní zasklení, byla zařízena elektrická síť a vodovod. První sedadlo na novém stadionu slavnostně instaloval 13. března 2006 záložník Arsenalu, Abou Diaby. Stejně jako na Highbury byl i na Emirates vybrán trávník Desso GrassMaster. K návrhu a instalaci hrací plochy byla najata společnost Hewitt Sportsturf. K prvnímu úspěšnému otestování osvětlení stadionu došlo 25. června 2006. Následující den byly poté postaveny brankové konstrukce.
Pro získání licence se na stadionu musely konat tři události s omezeným počtem diváků. Dne 18. července se zde konal den otevřených dveří pro akcionáře, 20. července otevřený trénink, na který bylo pozváno 20 000 členů fanklubu. První utkání zde proběhlo 22. července – rozlučkový zápas Dennise Bergkampa, ve kterém proti Arsenalu hrál Bergkampův původní klub, AFC Ajax. Na utkání bylo 54 000 diváků, Arsenal zvítězil 2:1, přičemž první gól na stadionu vstřelil hráč Ajaxu, Klaas Jan Huntelaar (ve druhém poločase vstřelil první gól Arsenalu na novém hřišti Thierry Henry).
Oficiálně byl stadion otevřen na slavnosti 26. října 2006, za účasti prince Philipa, vévody z Edinburghu. Původně se slavnosti měla účastnit i královna Alžběta II., ale z důvodu zranění zad se nebyla schopna zúčastnit. Princ Philip vtipkoval směrem k davu a pronesl: „No, možná nebudete mít moji ženu, zato máte odhalenou druhou nejzkušenější plaketu na světě.“ Královská návštěva se tedy po více než půl století zopakovala. V roce 1932, při slavnostním otevření západní tribuny Highbury (West Stand), se slavnosti účastnil královnin strýc, Princ z Walesu (později král Eduard VIII.). V důsledku změny plánu poctila královna Alžběta 15. února 2007 předsedu klubu a první tým svým pozváním do Buckinghamského paláce na odpolední čaj. Arsenal byl prvním klubem, jenž byl při takové události pozván.

### Arsenalizace

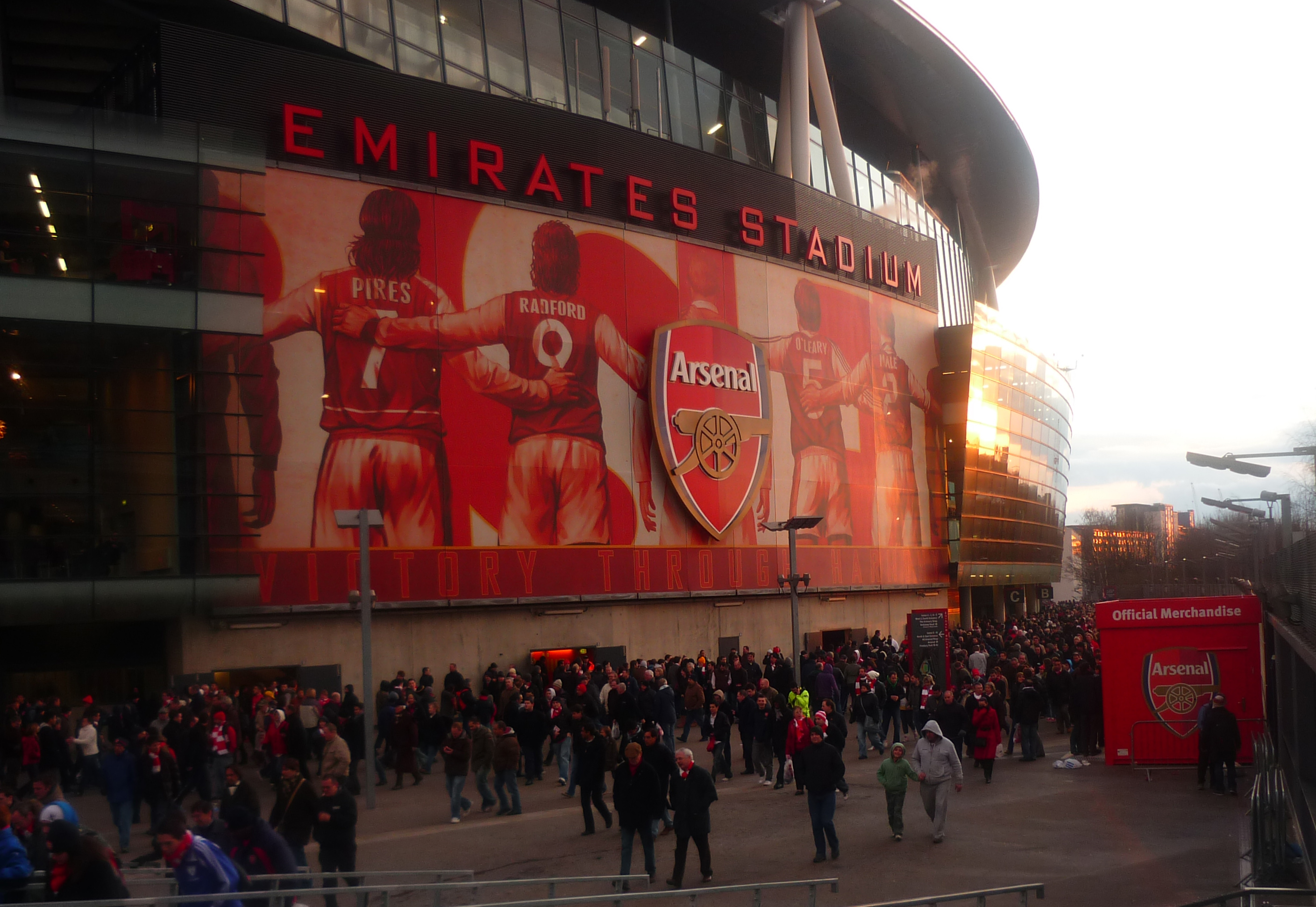
Jedna z nástěnných kreseb umístěných zvenčí stadionu při projektu Arsenalizace

V srpnu 2009 začal Arsenal na Emirates stadium s plánem Arsenalizace poté, co vyslechl zpětnou vazbu od fanoušků na fóru. Arsenalizaci vedl výkonný ředitel klubu Ivan Gazidis. Záměrem bylo udělat ze stadionu „viditelnou pevnost věcí, kterých kdy Arsenal dosáhl, za pomoci různých tvůrčích a uměleckých prostředků“.
Jednou z prvních změn, jež byly v rámci Arsenalizace provedeny, byla instalace bílých sedaček a následné vytvoření klubového znaku – kanónu. Ten se nachází ve spodní úrovni stadionu hned naproti vstupnímu tunelu. „Duch Highbury“ ("Spirit of Highbury") – svatyně zobrazující jméno každého hráče, jenž za 93 let existence Highbury hrál za Arsenal. Svatyně byla postavena na konci roku 2009 na jihu vnější části stadionu. Celkem bylo na fasádu stadionu nainstalováno osm velkých nástěnných maleb. Každá z nich znázorňovala legendy Arsenalu držících se kolem ramen. Smyslem dokončeného návrhu bylo vyobrazit 32 legend, které byly v hloučku a táhly se po celém obvodu Emirates stadium:
| Ian Wright       | George Armstrong | David Jack     | Martin Keown   |
| Cliff Bastin     | Tony Adams       | Liam Brady     | Thierry Henry  |
| David Seaman     | Ted Drake        | David Rocastle | Alex James     |
| Patrick Vieira   | Reg Lewis        | Lee Dixon      | Joe Mercer     |
| Dennis Bergkamp  | Bob Wilson       | Eddie Hapgood  | Charlie George |
| Nigel Winterburn | David Danskin    | Kenny Sansom   | Jack Kelsey    |
| Robert Pires     | John Radford     | David O'Leary  | George Male    |
| Ray Parlour      | Frank McLintock  | Steve Bould    | Pat Rice       |

Kolem dolního vestibulu stadionu se nachází další nástěnné malby zobrazující 12 „nejlepších momentů historie Arsenalu“. Vybrány byly v anketě na webových stránkách klubu. Před začátkem sezóny 2010/11 byly změněny názvy tribun na East Stand, West Stand, North Bank, a Clock End. Podobně jako na Highbury, i zde byly na tribunu Clock End nainstalovány hodiny. Odhaleny byly v ligovém zápase proti Blackpoolu. V dubnu 2011 Arsenal přejmenoval dva mosty v okolí stadionu po ředitelích klubu Danny Fiszmanovi a Kenu Friarovi. Jako součást 125. výročí založení klubu v prosinci 2011 Arsenal odhalil před stadionem tři sochy. První byla socha bývalého kapitána Tonyho Adamse, druhá nejlepšího střelce v historii klubu, Thierryho Henryho, a třetí bývalého manažera Herberta Chapmana.

## Konstrukce a zázemí

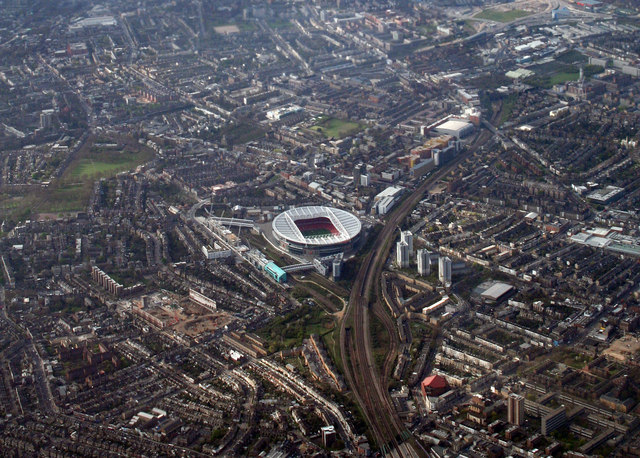
Letecký pohled na Emirates stadium a okolí včetně bývalého stadionu Highbury, jenž byl od té doby přestavěn do Highbury Square

Emirates stadium je třístupňová oválná stavba s průhlednou polykarbonátovou střechou, která zakrývá pouze tribuny, nikoli hrací plochu. Spodní strana je pokryta kovovými panely. Střecha je podporována čtyřmi trojúhelníkovými nosníky – svařované ocelové trubky. Dva z nosníků jsou dlouhé 200 m a jsou postaveny ve směru sever–jih, zatímco zbylé dva nosník jsou vystavěny ve směru východ–západ. Nosníky jsou usazeny v betonových základech stadionu. Osm z nich jich je spojených pomocí ocelové trojnožky. Následně se v každé části stadionu nachází čtyři schodiště, výtah a vstup pro personál. Fasáda je buď prosklená, nebo vyčnívá betonová konstrukce, jež umožňuje návštěvníkům nahlédnout z vyvýšeného místa do vnitřku stadionu. Sklo a ocelové konstrukce byly navrženy společností Populous. Design těchto prvků měl dávat dojem třpytícího se stadionu za slunečného dne a zářícího stadionu v noci.
Horní část stadionu s kapacitou pro 26 646 diváků obsahuje standardní sedadla. Tytéž se nachází i v dolní části stadionu, která má kapacitu 24 425. Pod stadionem se nalézají dvě podzemní patra, kde jsou k dispozici další prostory jako kuchyně, šatny, tisková a vzdělávací centra. V prostřední části tribun, známé jako „Club Level“, jež je velmi finančně náročná, je tzv. director's box. Je zde 7139 míst, které jsou prodávány v licencích na dobu trvající jeden až čtyři roky. Bezprostředně nad director's box je malý okruh skládající se z 150 sky boxů po 10, 12 a 15 místech. Celkový počet míst v této sekci stadionu činí 2222. Vysoká poptávka po vstupenkách, stejně jako relativní bohatství londýnských příznivců, zapříčinily zisk z prémiových míst a firemních sky boxů zhruba na stejné výši, jako příjmy ze vstupného na starém Highbury.

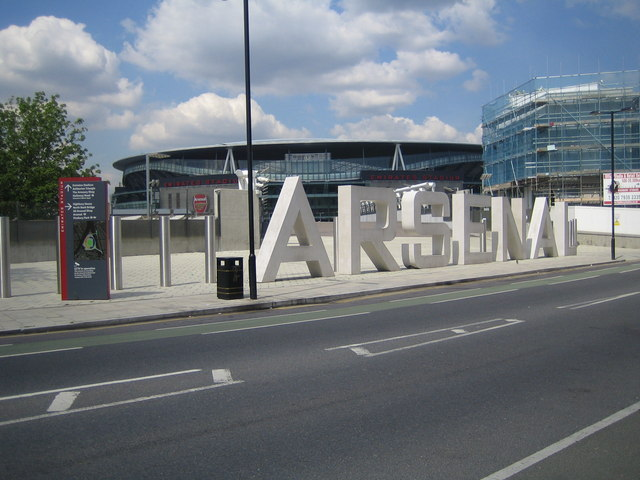
Pohled na most Clock End Bridge a nápis ARSENAL, pozadí Emirates stadium

Vrchní část tribun je tvarována tak, aby v rozích stadionu byl ponechán otevřený prostor, a střecha byla výrazně nakloněna směrem dovnitř. Oba tyto prvky mají poskytnout dostatek slunečního světla a proudění vzduchu na hrací plochu. Stadion rovněž dává iluzi, že fanoušci v horní části tribuny nejsou schopni vidět příznivce na druhé straně ve stejné výšce. Stadion se stal díky smlouvě se Sony prvním místem, kde bylo zavedeno HDTV vysílání. V severozápadním a jihovýchodním rohu stadionu jsou ze stropu zavěšeny obří obrazovky.
Fotbalové hřiště má rozměry 105×68 metrů. Celá travnatá plocha na Emirates má rozměry 113×76 m. Stejně jako na Highbury je i zde hřiště vedeno ze severu na jih. Hráčský tunel a podzemní prostory se nacházejí na západní straně hned pod hlavní televizní kamerou. Fanoušci hostů mají svůj sektor v dolní části stadionu, v jihovýchodním rohu. Sektor hostů může být rozšířen z 1500 na 4500 míst, když by jim připadl ještě sektor za jižní brankou. Rovněž může být k dispozici dalších 4500 míst v horní části tribuny. Celkově je tedy možné pro hosty vyhradit 9000 míst, což splňuje nařízení 15 % stadionu pro domácí pohár a soutěže jako FA Cup, či ligový pohár.
Emirates stadium vzdal hold bývalému domácímu stadionu Arsenalu, Highbury. Klubové kanceláře jsou oficiálně nazývány jako dům Highbury (Highbury house) a nachází se stejně jako busta Herberta Chapmana, která dříve sídlila na Highbury, severovýchodně od Emirates. Tři zbývající busty, jež se také dříve nacházely na Highbury, byly přesuny na Emirates stadium, kde jsou k vidění před vstupem do Diamond Clubu. Jednalo se o busty Clauda Ferriera (architekt East stand – východní tribuny na Highbury), Denise Hill‑Wooda (bývalý předseda Arsenalu a otec současného předsedy Petera Hill‑Wooda) a současného manažera, Arsèna Wengera. Kromě toho jsou dva mosty vedoucí přes železniční trať a spojující stadion s Drayton Parkem na východ od Emirates nazývány podle bývalých tribun na Highbury Clock End bridge a North Bank bridge. Hodiny, pojmenované podle starého Clock Endu byly opraveny a zmodernizovány tak, že se z nich stala nová větší replika původních hodin. V říjnu 2006 bylo otevřeno na sever od stadionu klubové muzeum. Dříve se nalézalo pod tribunou North Bank stand. Uvnitř jsou mramorové sochy, jež byly kdysi v sálech Highbury.

## Další využití
Emirates stadium funguje také jako konferenční centrum a dějiště hudebních koncertů. Dne 27. března 2008 stadion hostil summit mezi britským ministerským předsedou, Gordonem Brownem, a francouzským prezidentem, Nicolasem Sarkozym. Důvodem místa konání byl fakt, že Emirates byl považován za „zářný příklad anglo‑francouzské spolupráce“. První hudební koncert, na kterém vystoupili Bruce Springsteen a E Street Band se zde odehrál 30. května 2008. Druhé jejich vystoupení se odehrálo následující noc. Dne 7. června 2009 se na stadionu konal inaugurační ples Capital FM Summertime, kde účinkovali umělci jako Lionel Richie, Leona Lewis a skupina Blue. Britská skupina Coldplay tu v červnu 2012 odehrála tři koncerty. Vstupenky na tuto událost byly vyprodané po 30 minutách prodeje.
Emirates stadium byl potvrzen jako jeden ze 12 stadionů, na němž se bude konat v roce 2015 mistrovství světa v ragby. Zatím ještě ale není jisté, kolik zápasů se zde odehraje. Je potvrzeno, že stadion bude hostit zápas o třetí místo. Emirates stadium figuroval v neúspěšné kandidatuře anglické fotbalové asociace na pořádání mistrovství světa ve fotbale v roce 2018.
V srpnu 2012 bylo oznámeno, že na stadionu vystoupí 1. června 2013 americká punk-rocková kapela Green Day.

### Mezinárodní fotbalová utkání
Na stadionu se odehrálo množství mezinárodních přátelských utkání, v nichž vždy figuroval brazilský národní tým. První zápas sehrála Brazílie proti Argentině 3. září 2006. Zápas skončil vítězstvím Brazílie v poměru 3-0.
| 3. září 2006 16:00 BSM |        |           |                                                                 |
| Brazílie               | 3–0    | Argentina | Emirates stadium, Londýn diváci: 59 032 rozhodčí: Steve Bennett |
| Elano 3', 67' Kaká 89' | Report |           | Emirates stadium, Londýn diváci: 59 032 rozhodčí: Steve Bennett |

| 5. února 2007 20:00 GMT |        |                                |                                                                   |
| Brazílie                | 0–2    | Portugalsko                    | Emirates stadium, Londýn diváci: 59 793 rozhodčí: Martin Atkinson |
|                         | Report | Simão 82' Ricardo Carvalho 90' | Emirates stadium, Londýn diváci: 59 793 rozhodčí: Martin Atkinson |

| 26. března 2008 19:45 GMT |        |         |                                                              |
| Brazílie                  | 1–0    | Švédsko | Emirates stadium, Londýn diváci: 60 021 rozhodčí: Mike Riley |
| Pato 72'                  | Report |         | Emirates stadium, Londýn diváci: 60 021 rozhodčí: Mike Riley |

| 9. února 2009 19:45 GMT |        |        |                                                               |
| Brazílie                | 2–0    | Itálie | Emirates stadium, Londýn diváci: 60 077 rozhodčí: Howard Webb |
| Elano 13' Robinho 27'   | Report |        | Emirates stadium, Londýn diváci: 60 077 rozhodčí: Howard Webb |

| 2. března 2010 20:05 GMT      |        |       |                                                             |
| Brazílie                      | 2–0    | Irsko | Emirates stadium, Londýn diváci: 40 082 rozhodčí: Mike Dean |
| Andrews 44' (vl.) Robinho 76' | Report |       | Emirates stadium, Londýn diváci: 40 082 rozhodčí: Mike Dean |

| 27. března 2011 14:00 GMT |        |         |                                                               |
| Brazílie                  | 2–0    | Skotsko | Emirates stadium, Londýn diváci: 53 087 rozhodčí: Howard Webb |
| Neymar 42' (77), pen.'    | Report |         | Emirates stadium, Londýn diváci: 53 087 rozhodčí: Howard Webb |

## Rekordy
Nejvyšší návštěva na Emirates stadium, 60 161 diváků, byla zaznamenána na utkání proti Manchesteru United 3. listopadu 2007. Průměrná návštěvnost při zápasech prvního týmu Arsenalu v sezóně 2006/07 byla 59 837, přičemž utkání Premier league přihlíželo v průměru 60 045 lidí. Dne 20. listopadu 2011 zde pořadatelé naměřili při zápasu ligového poháru mezi Arsenalem a Shrewsbury Town vůbec nejnižší návštěvu při utkání Arsenalu. Tehdy se přišlo na utkání, v němž Arsenal vyhrál 3-1, podívat 46 539 lidí.

## Doprava na místo

Mapa Emirates stadium a okolních dopravních spojení

Emirates stadium je obsluhován několika stanicemi londýnského metra a autobusovými linkami. Stanice Arsenal je nejblíže k severní části stadionu. Jižní část Emirates zase obsluhuje stanice Highbury & Islington, i když nejblíže je stanice Holloway Road, která je otevřena pouze před a po zápase, aby se předešlo přecpanosti v jednotlivých stanicích. Železniční stanice Drayton Park nacházející se hned vedle mostu Clock End je během hracího dne uzavřena, a to i o víkendech do desáté hodiny večerní. Na modernizaci ulic Drayton Park a Holloway Road bylo vyčleněno 7,6 milionů liber. Londýnský dopravní podnik se nicméně rozhodl tyto ulice nemodernizovat. Místo toho byly zmodernizovány křižovatky u stanic metra Highbury & Islington a Finsbury Park. Obě zmíněné stanice obsluhované londýnským metrem a společností First Capital Connect se nacházejí zhruba 10 minut chůze od stadionu.
Jízda na Emirates autem se důrazně nedoporučuje, protože v den zápasu jsou kolem stadionu přísná omezení provozu a parkování. Hodinu před výkopem a hodinu po skončení zápasu je v okolních ulicích úplný zákaz automobilového provozu. Výjimku tvoří místní obyvatelé a podnikatelé, kteří do uzavřených ulic mají přístup.
Stadion se majitelům vstupenek otevírá vždy dvě hodiny před výkopem. Hlavní klubový obchod, 'The Armoury', a pokladny se nalézají v blízkosti tribuny West stand. Další klubové obchody jsou potom k nalezení u mostu North Bank Bridge ('All Arsenal') a vedle stanice Finsbury Park ('Arsenal Store'). Arsenal provozuje elektronický systém lístků pro členy 'The Arsenal' (klubový fanklub), již využívají klubové karty ke vstupu na stadion. Tím je pro ně odstraněna nutnost projít turniketem. Ostatním příznivcům jsou k dispozici standardní papírové vstupenky s RFID štítkem umožňující jim vstup na stadion.